# الغريب (مسلسل تركي)
الغريب (بالتركية: Yabancı Damat) هو مسلسل تلفزيوني درامي اجتماعي تركي؛ من إنتاج شركة "إيرلر فيلم" بعدد 3 مواسم بمجموع 106 حلقة، تدور أحداثه حول قصة حب شابين من تركيا واليونان.
دبلج المسلسل للغة العربية وجرى بثه يوميا على قناة "إم بي سي 4".

## قصة المسلسل
تدور أحداث المسلسل التركي الجديد «الغريب» حول قصة حب مستحيلة تجمع بين شاب من أصول يونانية وفتاة تركية، تهرب من منزل ذويها قبيل ارتباطها المتوقع بشاب يفرض عليها من قبل أهلها.
وتقع «نازلي» ابنة «صانع البقلاوة الشهير» في حيرة شديدة بين رغبتها في البحث عن الحب، وطقوس العائلة التي تفرض عليها شابا من ذويها للارتباط بها، ولكنها تختار الحب الذي تسعى للبحث عنه في مكان آخر، فتقرر الهروب تاركة عائلتها في نفس اليوم المقرر لخطبتها.
وتغادر «نازلي» منزل والدها متوجهة إلى منزل صديقتها الحميمة في مدينة بودروم، لتبدأ بالعمل في فندق، بينما تواصل عائلتها البحث عنها في كل مكان، وتواجه «فتاة الحب المستحيل»، كل يوم موقفا جديدا في بحثها عن الحب، ومزيدا من التشويق والإثارة في رحلتها بالبلاد الغريبة؛ حيث تلتقي «نازلي» بـ«نيكولا» وهو شاب وسيم ظنت في البداية أنه بريطاني الجنسية لتكتشف أنه من عائلة يونانية هاجرت من إسطنبول إلى أثينا، ويقع الاثنان في الحب، لكن عائلة نازلي وخطيبها يلاحقونها.. تفاصيل هذه الرحلة المثيرة تشاهدونها يوميا على شاشة كل العرب.
وكانت الدراما التركية المدبلجة باللهجة السورية قد حققت نجاحا جماهيريا كبيرا في العالم العربي، بما تحمله من رومانسية وتناول إنساني متميز للقضايا التي تطرحها، وظهر ذلك في آراء النقاد وردود أفعال المشاهدين.
حبّ مستحيل بين شاب وفتاة بفصل بينهما شاطئ، «نازلي» ابنة صانع البقلاوة الشهير «أسطى كهرمان» الذي وعد شريكه «أوكس» بتزويج ابنته لابنه خضر. ترفض نازلي بشدة هذا الزواج، رغم موافقة جميع أفراد العائلة لاعتقادهم بأنه وعد قطعه والدها ويجب الالتزام به.
وهذا جدول يوضح الأسماء في كلا النسختين:

### شخصيات المسلسل
| نيكول أنجيلو بولوس     | نيكو Niko       | Özgür Çevik      | مجد فضة           | بطل المسلسل اليوناني وحبيب نادية                                                                                         |
| نادية بقلاوجي باجو     | نازلي Nazli     | نهر أردوغان      | سويم عبد الغني    | حبيبة نيكول التركية وزوجته بعد حرب بين الأهالي                                                                           |
| عدنان بقلاوجي باجو     | كهرمان Kahraman | Erdal Özyağcılar | محمد خير أبو حسون | والد نادية وصاحب محل بقلاوة في غازي عنتاب                                                                                |
| فريدة بقلاوجي باجو     | فريدة Feride    | Sumru Yavrucuk   | ناهد الحلبي       | والدة نادية وزوجة عدنان                                                                                                  |
| معلم محمد بقلاوجي باجو | ميميك Memik     | Arif Erkin       | محمد خرماشو       | والد عدنان ومؤسس محل البقلاوة الذي يعارض الزواج من اليوناني ثم يتزوج من جدة نيكول                                        |
| أستاليا انجيلو بولوس   | غير معروف       | Özgür Çevik      | راميا اندال       | معارضة الأتراك حيث عارضت زواج نيكول وناديه ومن بعد محاولاتها الكثيره قررت الاستسلام ومن ثم احببت جد ناديه التركي وتزوجته |

## روابط خارجية
- مقالات تستعمل روابط فنية بلا صلة مع ويكي بيانات